# Rangkah (Tambaksari)
Rangkah is een bestuurslaag in het regentschap Soerabaja van de provincie Oost-Java, Indonesië. Rangkah telt 14.540 inwoners (volkstelling 2010).